# Zehneria cunninghamii
Zehneria cunninghamii är en gurkväxtart som beskrevs av F. Müll. Zehneria cunninghamii ingår i släktet Zehneria och familjen gurkväxter. Inga underarter finns listade i Catalogue of Life.